# بازی‌های پاراآسیایی

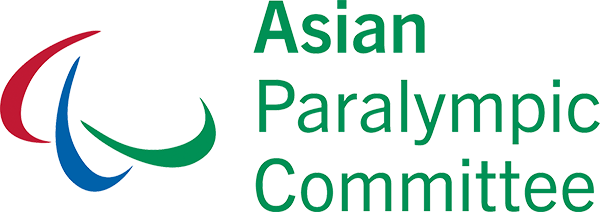
لوگو مسابقات

بازی‌های پاراآسیایی (به انگلیسی: Asian Para Games) یک رویداد چندورزشی است که هر چهارسال برای ورزشکارانی با معلولیت جسمی برگزار می‌شود. اولین دوره این رقابت‌ها سال ۲۰۱۰ به همراه شانزدهمین دوره از بازی‌های آسیایی در گوانگ‌ژو، چین برگزار شد.

## فهرست دوره‌ها
| دوره | سال  | کشور    | میزبان    | افتتاح‌شده توسط | تاریخ شروع    | تاریخ پایان   | کشورها       | شرکت کنندگان | ورزش‌ها       | رویدادها     | بهترین کشور  | منابع |
| ---- | ---- | ------- | --------- | -------------- | ------------- | ------------- | ------------ | ------------ | ------------ | ------------ | ------------ | ----- |
| I    | ۲۰۱۰ | گوانگ‌ژو | چین       | لی که چیانگ    | ۱۲ دسامبر     | ۱۹ دسامبر     | ۴۱           | ۲٬۴۰۵        | ۱۹           | ۳۴۱          | چین (CHN)    | [ ۲ ] |
| II   | ۲۰۱۴ | اینچئون | کره جنوبی | جونگ هونگ-وون  | ۱۸ اکتبر      | ۲۴ اکتبر      | ۴۱           | ۲٬۴۹۷        | ۲۳           | ۴۴۳          | چین (CHN)    | [ ۳ ] |
| III  | ۲۰۱۸ | جاکارتا | اندونزی   | جوکو ویدودو    | ۶ اکتبر       | ۱۳ اکتبر      | ۴۳           | ۲٬۸۳۱        | ۱۸           | ۵۴۶          | چین (CHN)    |       |
| IV   | ۲۰۲۲ | هانگژو  | چین       | دینگ اکسیانگ   | ۲۲ اکتبر ۲۰۲۳ | ۲۸ اکتبر ۲۰۲۳ | ۴۴           | ۳٬۱۰۰        | ۲۲           | ۵۰۱          | چین (CHN)    |       |
| V    | ۲۰۲۶ | ناگویا  | ژاپن      |                | رویداد آینده  | رویداد آینده  | رویداد آینده | رویداد آینده | رویداد آینده | رویداد آینده | رویداد آینده |       |

## جدول مدال‌ها
| رتبه            | کشور            | طلا  | نقره | برنز | مجموع |
| --------------- | --------------- | ---- | ---- | ---- | ----- |
| ۱               | چین (CHN)       | ۷۴۵  | ۴۶۸  | ۳۳۵  | ۱۵۴۸  |
| ۲               | کره جنوبی (KOR) | ۱۸۲  | ۱۸۳  | ۱۵۷  | ۵۲۲   |
| ۳               | ایران (IRI)     | ۱۵۹  | ۱۶۵  | ۱۴۳  | ۴۶۷   |
| ۴               | ژاپن (JPN)      | ۱۵۷  | ۲۰۷  | ۲۳۰  | ۵۹۴   |
| ۵               | تایلند (THA)    | ۹۱   | ۱۳۲  | ۱۹۱  | ۴۱۴   |
| ۶               | ازبکستان (UZB)  | ۸۱   | ۵۵   | ۵۵   | ۱۹۱   |
| ۷               | اندونزی (INA)   | ۷۶   | ۹۳   | ۱۱۰  | ۲۷۹   |
| ۸               | هند (IND)       | ۴۸   | ۷۳   | ۱۰۹  | ۲۳۰   |
| ۹               | مالزی (MAS)     | ۴۸   | ۶۹   | ۸۹   | ۲۰۶   |
| ۱۰              | هنگ کنگ (HKG)   | ۳۴   | ۵۵   | ۷۸   | ۱۶۷   |
| مجموع (۱۰ کشور) | مجموع (۱۰ کشور) | ۱۶۲۱ | ۱۵۰۰ | ۱۴۹۷ | ۴۶۱۸  |